# Interface – Tech analysis and policy ideas for Europe
Interface – Tech analysis and policy ideas for Europe e. V. (bis Juni 2024 Stiftung Neue Verantwortung e. V., SNV) ist eine im Jahr 2008 gegründete und als gemeinnütziger Verein organisierte Denkfabrik in Berlin für Technologie- und Gesellschaftsthemen wie IT-Sicherheit, Datenökonomie, staatliche Überwachung, digitale Grundrechte, Medienwandel sowie andere internet- und technologienahe Themen.

## Gründung und Entwicklung der Organisation
Der Verein wurde 2008 gegründet und verfolgte ursprünglich das Ziel, jungen Nachwuchskräften aus Unternehmen, Forschungseinrichtungen und zivilgesellschaftlichen Organisationen jeweils für ein Jahr eine Plattform in Berlin zu bieten, um an gesellschaftlichen Problemen zu arbeiten, zu publizieren und Netzwerke aufzubauen. Zu den Trägern des Vereins gehörten bei der Gründung die Deutsche Akademie der Technikwissenschaften (Acatech), der Bundesverband der Deutschen Industrie (BDI), die Union der deutschen Akademien der Wissenschaften und der Deutsche Sportbund. Finanziert wurde die Organisation durch Spenden von Unternehmen – darunter Friedhelm Loh, die Beisheim Holding, EnBW, Bosch oder Giesecke & Devrient.
Gründungsmitglieder in den operativen Geschäften der SNV von 2008 bis 2013 waren Lars Zimmermann, Tobias Leipprand und Timo Noetzel.
Mit dem Wechsel des Vorstands Ende 2014 begann die Neuausrichtung der Organisation zu einer Denkfabrik mit dem Themenschwerpunkt Digitalisierung und einem festen, interdisziplinären Personalstamm. Die Finanzierung erfolgte fortan größtenteils durch Förderungen gemeinnütziger Stiftungen oder der öffentlichen Hand.
Bis zum 18. Juni 2024 trug die Denkfabrik den Namen „Stiftung Neue Verantwortung (SNV)“.

## Aufgaben
Der Verein will konkrete Vorschläge entwickeln, „wie die deutsche Politik den technologischen Wandel in Gesellschaft, Wirtschaft und Staat gestalten kann“ und möchte „der Zivilgesellschaft eine stärkere Stimme in der Digitalisierungspolitik geben“. 2021 beschäftigt sie 19 Fachleute unterschiedlicher Disziplinen.

## Organisation und Leitung
Verantwortlich für die Leitung ist der geschäftsführende Vorstand. Vorstandsmitglieder sind Anna Wohlfarth und Stefan Heumann.

## Themen und Aktivitäten
Inhaltlich konzentriert sich die Vereinsarbeit auf politische und gesellschaftliche Themenbereiche, die mit der Digitalisierung und anderen technologisch-gesellschaftlichen Umbrüchen zusammenhängen. Dazu gehören unter anderem digitale Infrastrukturen, die Automatisierung menschlicher Arbeit, IT- und Cyber-Sicherheit oder digitale Überwachung, wobei man sich vorwiegend auf aktuelle politische Entwicklungen und laufende gesellschaftliche Debatten konzentrieren will.
Analysen oder praktische Handlungsempfehlungen, die sich an den Politikbetrieb richten, werden als Publikationen bereitgestellt. Dazu gehören Vorschläge zur strengeren Kontrolle des Bundesnachrichtendienstes, zur Breitbandpolitik oder zur IT-Sicherheitspolitik. Szenario-Studien untersuchen zukünftige technologisch-gesellschaftliche Entwicklungen wie den Wandel des Arbeitsmarkts durch Automatisierungstechnik, Robotik oder fordern verstärkte Investitionen in Künstliche Intelligenz. Andere Publikationen beschäftigen sich mit den Auswirkungen von Technologien auf den gesellschaftlichen Zusammenhalt.
Neben Publikationen richtet der Verein öffentliche Diskussionsveranstaltungen aus. Gäste waren unter anderem der Geheimdienstbeauftragte des Bundeskanzleramts Klaus-Dieter Fritsche, die Wikileaks-Aktivistin Sarah Harrison, der Moskauer Journalist Andrei Soldatov oder Hillary Clintons Wahlkampfleiter Robby Mook. Mitarbeiter der Denkfabrik beteiligen sich zudem regelmäßig als Gastautoren für Zeitungen und Online-Medien an öffentlichen wie akademischen Debatten.

## Politische Ausrichtung und Positionen in Debatten
Während der Reformen der deutschen Geheimdienstgesetze in den Jahren 2016 und 2020 sprach sich Thorsten Wetzling als Leiter des Bereichs „Digitale Grundrechte, Überwachung und Demokratie“ der Stiftung für eine stärkere Kontrolle des Bundesnachrichtendienstes aus. Im Zusammenhang mit der Verwaltungsmodernisierung wurde gefordert, mehr Daten aus Behörden und Verwaltungen für Bürger und Start-Ups öffentlich zugänglich zu machen. In anderen Papieren wird eine Aufweichung der Netzneutralität kritisiert oder für mehr staatliche Eingriffe im Bereich der IT-Sicherheit und eine stärkere Beteiligung der Zivilgesellschaft durch Parlament und Regierung argumentiert. Durchgängige Positionen vertritt die Organisation anscheinend bei einem starken Schutz von Grundrechten und der Privatsphäre.

## Finanzierung
Der Verein verfügte 2019 nach eigenen Angaben über ein jährliches Budget von circa 1,62 Millionen Euro, das größtenteils durch Förderungen gemeinnütziger Organisationen, Stiftungen und öffentlichen Einrichtungen gedeckt wird. 12 Prozent des Gesamtbudgets sind Unternehmensspenden. Insgesamt finanzieren 28 Förderer die Organisation. Zu den größten Förderern der Organisation zählten 2019 die Open Society Foundation, Luminate, die Robert Bosch Stiftung, die William and Flora Hewlett Foundation, das Auswärtige Amt und die Stiftung Mercator.